# سیربال او دالای
سیربال او دالای (انگلیسی:Cearbhall Ó Dálaigh) سیاستمدار وحقوقدان ایرلندی که از دسامبر 1974 تا اکتبر 1976 رئیس جمهور ایرلند بود

## اوایل زندگی
در بری ، شهرستان ویکلو،  به دنیا آمد . پدرش، ریچارد اودالی، ماهی‌فروش بود و علاقه‌ی چندانی به سیاست نداشت. مادرش اونا تورنتون بود.
او دالای یک برادر بزرگتر به نام آئونگوس و دو خواهر کوچکتر به نام‌های اونا و نوالا داشت. او به مدرسه ملی پسرانه سنت کرونان  و بعداً به سی‌بی‌اس خیابان سینگ در دوبلین رفت . در  کالج دانشگاهی دوبلین ، حسابرس انجمن ادبی و تاریخی آن کومان گالاخ شد .  او همچنین سردبیر زبان ایرلندی روزنامه آیریش پرس  شد .

## حرفه حقوقی
او دالای، فارغ‌التحصیل کالج دانشگاهی دوبلین  ، از هواداران سرسخت فیانا فیل بود که در دهه ۱۹۳۰ در هیئت اجرایی ملی این حزب خدمت کرد؛ او در سال ۱۹۴۶، تحت نظر تائوئیسیک ایمون د والرا ، جوان‌ترین دادستان کل ایرلند شد و تا سال ۱۹۴۸ در این سمت خدمت کرد. او که در انتخابات دیل و سیناد در سال‌های ۱۹۴۸ و ۱۹۵۱ ناموفق بود، در سال ۱۹۵۱ دوباره به عنوان دادستان کل ایرلند منصوب شد.

## حرفه قضایی
در سال 1953، او توسط مربی خود، د والرا، به عنوان جوانترین عضو دیوان عالی کشور معرفی شد . کمتر از یک دهه بعد، او به پیشنهاد شان لماس ، رئیس دیوان عالی ایرلند شد. او در سال‌های اولیه بازیگری مشتاق بود و با سیریل کیوزاک، بازیگر، دوست صمیمی شد . معمولاً گفته می‌شود که او دالای و کیوزاک در سال 1959 در مراسم اکران فیلم «داربی اوگیل و آدم‌های کوچک» دیزنی در دوبلین اعتراض کردند ، زیرا احساس می‌کردند که این فیلم مردم ایرلند را کلیشه‌ای نشان می‌دهد.  با این حال، هیچ مرجع معاصر شناخته‌شده‌ای برای وقوع این اتفاق وجود ندارد.  
او از مخالفان بمباران ویتنام شمالی توسط آمریکا بود .
در سال ۱۹۷۲، جک لینچ ، نخست‌وزیر وقت ایرلند ، به احزاب مخالف پیشنهاد داد که با نامزدی او  دالای برای ریاست جمهوری ایرلند ، پس از پایان دوره دوم ریاست جمهوری د والرا در ژوئن سال بعد، موافقت کنند. حزب فاین گیل ، با اطمینان از اینکه تام اوهیگینز، نامزد احتمالی‌اش، در انتخابات ریاست جمهوری ۱۹۷۳ پیروز خواهد شد (او در سال ۱۹۶۶ تقریباً د والرا را شکست داده بود )، این پیشنهاد را رد کرد. ارسکین اچ. چایلدرز ، نامزد حزب فیانا فایل ، در انتخابات بعدی پیروز شد.
وقتی ایرلند به جامعه اقتصادی اروپا پیوست ، لینچ، او  دالای را به عنوان قاضی ایرلند در دیوان دادگستری اروپا معرفی کرد . 
وقتی رئیس جمهور چایلدرز در سال 1974 به طور ناگهانی درگذشت، همه احزاب توافق کردند که او  دالای را به عنوان رئیس جمهور ایرلند به جای او معرفی کنند. 

## رئیس جمهور ایرلند
دوران ریاست جمهوری او دالای جنجالی بود. اگرچه او در بین ایرلندی زبانان و هنرمندان محبوب بود و مورد احترام بسیاری از جمهوری‌خواهان ، اما رابطه‌ی پرتنشی با دولت به رهبری فاین گیل، به ویژه با وزیر کانر کروز اوبرایان و نخست‌وزیر لیام کاسگریو داشت .
تصمیم او در سال 1976 برای اعمال حق قانونی خود مبنی بر ارجاع لایحه‌ای به دیوان عالی کشور جهت بررسی مطابقت آن با قانون اساسی، او را در تضاد با ائتلاف ملی فین گیل- کارگر قرار داد . پس از ترور سفیر بریتانیا ، کریستوفر اوارت-بیگز ، توسط ارتش موقت جمهوری‌خواه ایرلند (IRA)، در 23 ژوئیه 1976، دولت اعلام کرد که قصد دارد قانونی را تصویب کند که حداکثر مدت بازداشت بدون اتهام را از دو روز به هفت روز افزایش دهد.
او دالای لایحه حاصل، لایحه اختیارات اضطراری،  را به دیوان عالی کشور ارجاع داد. هنگامی که دیوان حکم داد که این لایحه مطابق قانون اساسی است، او در 16 اکتبر 1976 آن را امضا و به قانون تبدیل کرد.  در همان روز، یک بمب IRA در مونتملیک، مایکل کلرکین، یکی از اعضای گاردا سیوچانا ، نیروی پلیس کشور را کشت.  وزرای دولت، اقدامات او  دالای را با توجه به تأخیر او در امضای لایحه اختیارات اضطراری و تبدیل آن به قانون پس از ارجاع آن به دیوان عالی، در قتل این گاردا مؤثر دانستند. روز بعد، پدی دونگان ، وزیر دفاع ، که برای افتتاح یک غذاخوری از یک پادگان در مولینگار بازدید می‌کرد ، به خبرنگاری که این رویداد را پوشش می‌داد، گفت که رئیس جمهور به خاطر ارسال این لایحه به دیوان عالی کشور "مایه ننگ و رسوایی" است.  پس از آن ادعاهای مداومی مطرح شد مبنی بر اینکه عصبانیت دونگان رکیک‌تر از نسخه منتشر شده بوده است، مثلاً "بی‌آبروی لعنتی" یا "مزخرفات وحشتناک" اما گزارشگر، دان لاوری، نقل قول اصلی خود از وزیر را تأیید کرد. 
اسناد خصوصی او دالای نشان می‌دهد که او معتقد بود رابطه بین رئیس‌جمهور (به عنوان فرمانده کل نیروهای دفاعی) و وزیر دفاع به دلیل اظهارات وزیر در مقابل رئیس ستاد ارتش و سایر افسران عالی‌رتبه «به طور برگشت‌ناپذیری قطع شده است».  دونگان استعفای خود را ارائه داد، اما لیام کاسگریو، نخست‌وزیر وقت، از پذیرش آن خودداری کرد. این آخرین ضربه برای او  دالای بود، که معتقد بود کاسگریو علاوه بر این، به تعهد قانونی خود مبنی بر ارائه گزارش منظم به رئیس‌جمهور در مورد امور کشور عمل نکرده است.  او در 22 اکتبر 1976 از ریاست جمهوری استعفا داد، «تا از شأن و استقلال ریاست جمهوری به عنوان یک نهاد»  و پاتریک هیلری به عنوان رئیس‌جمهور ایرلند جانشین او شد .

## مرگ
دالای در سال 1978 بر اثر حمله قلبی درگذشت. او در اسنیم ، شهرستان کری به خاک سپرده شده است .